# Fermín Málaga
Fermín Málaga Santolalla (Cajamarca,  21 de julio de 1869-Lima, 26 de diciembre de 1964) fue un ingeniero, empresario minero y político peruano. Como ingeniero minero, trabajó en las minas de los departamentos de Cajamarca y La Libertad, donde aplicó métodos de lixiviación para acrecentar la extracción de los metales de las vetas. Como político, fue diputado por Cajabamba, interrumpidamente de 1903 a 1930; ministro de Fomento y Obras Públicas de 1912 a 1913; ministro de Marina de 1924 a 1925; y ministro de Guerra de 1925 a 1928. Como empresario fundó la Negociación Fermín Málaga Santolalla e Hijos, que inició la explotación del tungsteno en los departamentos de La Libertad y Pasco; en su época fue conocido como el Rey del Tungsteno. Publicó también varios trabajos monográficos sobre explotación minera.

## Biografía

### Nacimiento y estudios
Nació en Cajamarca, hijo de Genaro Eleodoro Málaga Noriega (fiscal de la Corte Superior de Cajamarca) y Mercedes Santolalla Iglesias. Realizó sus estudios escolares en el Colegio Nacional de San Ramón de Cajamarca y en el Liceo Peruano de Lima.
En 1884 ingresó a la Escuela Nacional de Ingenieros, de donde egresó en 1894 como ingeniero civil y de minas.

### Trayectoria profesional
Trabajó para la Casa Hilbock Kunze & Co. en la mina Santa Lucía en Hualgayoc, así como en la planta de lixiviación "La Tahona" en la misma provincia. Debido a ello, se especializó en tratamiento de minerales sulfurados de plata y cobre. Aplicó el método de Van Palera en la lixiviación y logró aumentar la extracción del metal de los minerales, con menor costo.
En 1896, dirigió la explotación de las minas de Chauca y la planta de lixiviación de Gasuna, en la provincia de Cajatambo. En la Mina Perpetuo Socorro descubrió una boya de rosicler que entonces produjo abundantes beneficios.
En 1897 fue solicitado como socio industrial para dirigir los trabajos de las minas y la planta de lixiviación de Santa Rosa en la hacienda Calipuy de Santiago de Chuco. Corrigió los defectos de la técnica de lixiviación, contribuyendo así a la mejora de la producción.
En 1898, igualmente como socio industrial, tomó a su cargo la dirección de las minas de Alcamarca de la provincia de Cajabamba y construyó la planta de lixiviación de Araqueda. Permaneció allí hasta 1903, separándose del negocio al ser elegido ese año diputado nacional.
En 1918, presidió la comisión de carbón y petróleos en el Congreso Nacional de Minería y comenzó la construcción del ferrocarril de Chuquicara a Cajabamba.
En ese mismo año de 1918 fundó la Negociación Fermín Málaga Santolalla e Hijos, para la explotación de las minas de tungsteno y cobre de Pasto Bueno y Tamboras, en la provincia de Santiago de Chuco. Este negocio le produjo grandes utilidades y fue conocido como el “Rey del Tungsteno”.
Fue miembro de la Sociedad Geográfica de Lima, de la Sociedad Nacional de Minería, de la Sociedad de Ingenieros del Perú, y de la Sociedad Geológica del Perú.
Fue presidente de la Sociedad de Ingenieros, durante la celebración del Centenario de la Independencia del Perú de 1921; presidente de la Sociedad Geológica del Perú, de 1927 a 1928; y presidente del Primer Congreso Nacional de Geología.
Asimismo, fue socio de la Sociedad de Beneficencia Pública de Lima, siendo nombrado inspector del Sanatorio Olavegoya de Jauja.
Es considerado como uno de los emprendedores e impulsores de la minería peruana de principios del siglo XX, actividad que volvía así a recuperar su producción como no se veía desde la época colonial.

### Trayectoria política

#### Diputado durante la República Aristocrática
En 1901 fue elegido diputado por la provincia de Cajabamba habiendo derrotado al candidato del Partido Civil, Baldomero Aspíllaga, hermano de Ántero Aspíllaga, entonces presidente de dicho partido.
Fue reelegido como parlamentario en 1907 y en 1913. Durante su gestión parlamentaria, fue primer secretario de la Cámara de Diputados en 1905, y presidente de las comisiones de Presupuesto, Inmigración y Minería, llegando a presidir esta última.
Su gestión parlamentaria se caracterizó por no asumir posturas de oposición recalcitrantes, para no comprometer el apoyo que los gobiernos de turno pudieran prestar a sus proyectos de progreso regional.
En 1910, se pronunció contra las obras del ferrocarril que uniría Lima con Huacho. Gracias a su aporte, los representantes del gobierno modificaron el contrato con la empresa North Western Railway of Peru Limited.

#### Ministro de Fomento

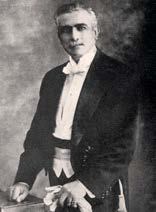
Fermín Málaga Santolalla, en fotografía del archivo de la BNP.

En 1912, el presidente Guillermo Billinghurst lo nombró Ministro de Fomento y Obras Públicas de su primer gabinete ministerial, que estaba conformado íntegramente por parlamentarios. Se mantuvo en dicho cargo hasta 1913.
En el ejercicio de dicho cargo, inició y dejó muy avanzados los trabajos del Ferrocarril Lima-Lurín; abrió el camino que comunica el Malecón de Chorrillos con la playa de La Herradura; ejecutó e inauguró el divisor de la Puntilla de Lambayeque; dispuso los planes básicos para la construcción del puerto de Matarani; y logró la aprobación de una Ley General de Colonización e Irrigación de la Costa, que autorizaba el levantamiento de un empréstito para financiar el proyecto. Esta ley fue promulgada el 4 de enero de 1913, y para llevarla a cabo, se formalizó el llamado Contrato Brytton, que no llegó a funcionar por razones ajenas a la voluntad del Ejecutivo.
Derrocado Billinghurst en 1914, Málaga, junto con otros parlamentarios del grupo de Augusto Leguía, sostuvo los derechos del primer vicepresidente Roberto Leguía, hermano de dicho caudillo. Pero consolidado en el poder el general Óscar R. Benavides, Málaga y todo su grupo parlamentario optaron por apoyar al nuevo mandatario.

#### Diputado durante el Oncenio
Posteriormente, durante el segundo gobierno de Augusto Leguía (conocido después como el Oncenio), Málaga fue nuevamente elegido como diputado ante la Asamblea Nacional de ese año que tuvo por objeto emitir una nueva carta magna, que fue la Constitución de 1920. Luego se mantuvo como diputado ordinario hasta 1924, siendo reelegido ese mismo año, y otra vez en 1929, hasta que el golpe de Estado de 1930 puso fin a su mandato legislativo.
Pese a su amistad con el presidente Leguía, Málaga se contó entre los siete legisladores que votaron en contra de la aprobación del controvertido Tratado Salomón-Lozano que definía la frontera peruano-colombiana, frente a una abrumadora mayoría de 102 representantes que votaron a favor. Ello ocurrió el 20 de diciembre de 1927. Los otros seis congresistas que votaron en contra fueron los senadores Julio C. Arana, Julio Ego-Aguirre Dongo y Pío Max Medina, y los diputados Santiago Arévalo, Toribio Rodríguez Mesía y Vicente Noriega del Águila.

#### Ministro de Marina

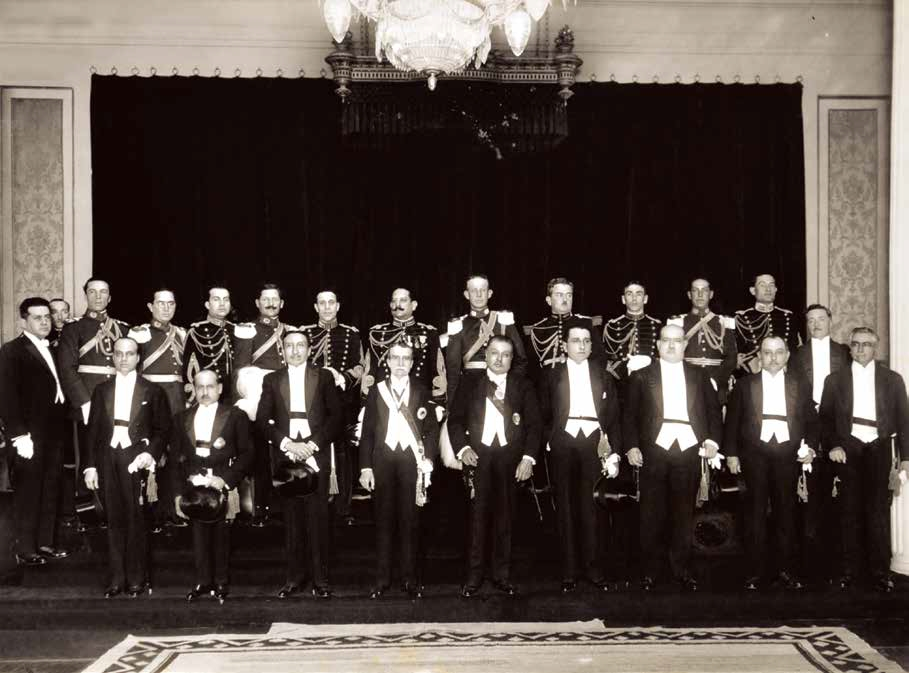
Gabinete ministerial del presidente Augusto Leguía, en diciembre de 1924. Fermín Málaga, entonces ministro de Marina, es el primero de derecha a izquierda, primera fila.

El 12 de octubre de 1924, al iniciarse el segundo gobierno consecutivo del presidente Augusto Leguía, asumió como ministro de Marina.
Entre sus obras como ministro destacan la construcción de la base naval de San Lorenzo, la adquisición de los primeros submarinos R-1 y R-2, la transformación de la fragata Elizabeth en depósito de petróleo, el cambio del sistema de combustión de los cruceros Grau y Bolognesi, la modernización de los reglamentos de instrucción y ordenamiento administrativo.

#### Ministro de Guerra
El 20 de julio de 1925 asumió como ministro de Guerra. Durante esta gestión, levantó el mapa del Perú, estableció la Escuela de Aviación Jorge Chávez, reformó el código militar, reubicó la cuarta región militar, construyó varios campos de aterrizaje, cambió el sistema de provisión de víveres y contrató al general Fauppel para la tarea de reestructurar la instrucción y disciplina del ejército. Dejó el cargo el 27 de julio de 1928.
Tras la caída de Leguía en 1930 y la ascensión al poder del comandante Luis Sánchez Cerro, se alejó de la política y se consagró a su profesión y a sus negocios personales.

## Descendencia

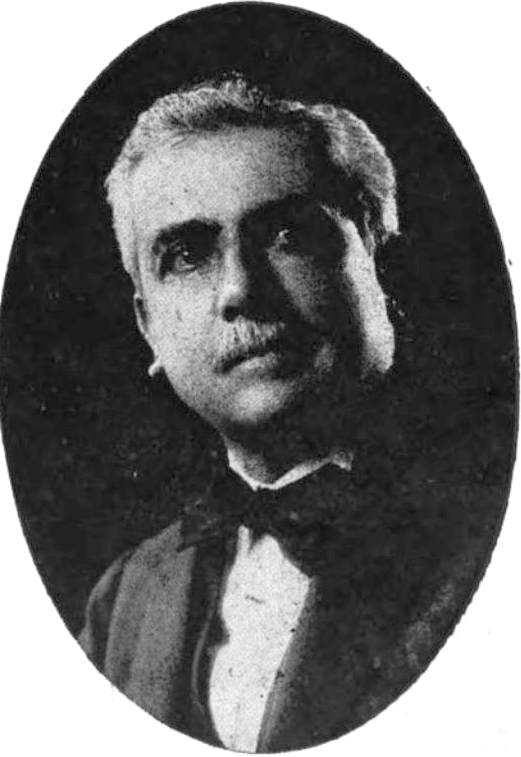
Retrato de Fermín Málaga Santolalla.

Se casó con Clorinda Bravo Bresani, con quien tuvo seis hijos: Clorinda, María, Mercedes, Lucila, Fermín y Luis. Su hija Clorinda Málaga llegó a ser la segunda esposa del presidente Manuel Prado Ugarteche.

## Publicaciones
Publicó:
- El asiento mineral de Hualgayoc (1904)
- La provincia de Cajatambo y sus asientos minerales (1905)
- La provincia de Otuzco y sus asientos minerales (1905)
- La provincia de Contumazá y sus asientos minerales (1906)
- Riquezas minerales de la provincia de Santiago de Chuco (1906)
- El departamento de Cajamarca. Monografía geográfico-estadística (1906), que contiene valiosos datos geológicos y geográficos que aún son aprovechados.
- Estado actual de la minería en Quiruvilca (1909)
- El carbón en el Perú (1920)
- El tungsteno en el Perú (1954)
- Historia de mi vida (1961)

Entre otros importantes estudios sobre su especialidad publicados en Informaciones y memorias de la Sociedad de Ingenieros, Boletín del Cuerpo de Ingenieros de Minas, entre otras publicaciones especializadas.

## Reconocimientos
- Orden El Sol del Perú en el grado de Gran Oficial
- Orden al Mérito Militar, España
- Orden del Libertador, Venezuela
- Orden de Boyacá en el grado de Gran Cruz, Colombia